# Bugenasaura
Bugenasaura ("ještěr s velkými lícemi") byl rod středně velkého ornitopodního dinosaura o délce asi 4 až 4,5 metru. Žil na konci křídy, asi před 68 až 66 milióny let. Fosilie tohoto rodu byly objeveny ve formaci Hell Creek na západě Severní Ameriky (Jižní Dakota a zřejmě také Montana). Tento býložravý dinosaurus byl zřejmě dvounohý a podobně jako jeho příbuzní mohl být rychlým běžcem. Bylo objeveno několik jedinců (nejméně dvě kostry a tři lebky), z tohoto materiálu však nebylo publikováno všechno. Dnes rozlišujeme dva druhy, typový B. infernalis a B. garbanii. Bugenasaura byla jedním z posledních žijících neptačích dinosaurů.

## Historie
Tento taxon byl formálně popsán paleontologem Peterem Galtonem v roce 1995. Nový výzkum z roku 2009 však naznačuje, že Bugenasaura není vědecky platný taxon, protože se ve skutečnosti jedná o stejného ornitopoda, kterým je rod Thescelosaurus.